# 안성 안성공원 석불좌상
안성 안성공원 석불좌상은 경기도 안성시 낙원동, 낙원역사공원에 있는 석불이다. 1986년 5월 22일 안성시의 향토유적 제8호로 지정되었다.

## 개요
안성 시내 주변에 있는 석불(石佛) 부재(部材)를 수습하여 현재의 위치에 놓은 것으로 부분적으로 파손된 흔적이 보이나 보존은 양호한 편이다. 화강석의 광배(光背)와 대좌(臺座)를 갖추었으나 원형인지는 알 수 없다. 광배는 1석으로 조성된 거신광(擧身光)으로 둘레 가장 자리에 화염문(火炎文)이 있고, 두광(頭光)과 원좌(圓座) 주변에 단엽연화문(單葉蓮花文) 12판이 조각되어 있으며, 그 밖으로 2중의 테두리로 두광을 갖추었다. 그 간지에 운문(雲文)이 있으며, 신광(身光)의 2조선(二組線) 간지에도 운문이 있고, 광배의 높이는 157cm이다. 
화강석 불상은 목과 오른쪽 어깨에 우단부가 파손되어 시멘트로 보강하였고, 비로자나불의 수인(手印)을 갖추고 있으며, 법의(法衣)는 우견편단, 나발(螺髮)과 상호(相好)에는 마멸이 심하고 의문(衣文)은 유려(流麗)한 편으로 결가부좌(結加趺座)하고 있으며, 좌상의 높이는 121cm이다. 대좌(臺座)는 8각이고 하대 위에 복연(覆蓮)을 조각했으며, 중대석(中臺石)은 없고 앙연(仰蓮) 상대석은 단엽(單葉) 내에 화판(花瓣)의 장식이 있는 2중의 앙련이 조각되어 있다. 
대좌 앞에는 석등대석과 같은 연화대석이 놓였으며, 방형의 지대 위에 거의 방형으로 가늘고 긴 복판 연화대석이 있고 조각의 양식으로 보아 고려시대의 작품으로 추정된다.

## 참고 자료
- 안성공원석불좌상 - 안성문화관광 - 시지정문화재